# Erasmus Sartorius
Erasmus Sartorius (* 1577 in Schleswig; † 17. Oktober 1637 in Hamburg) war ein deutscher Komponist, Organist, Musikschriftsteller und Poet.

## Leben
Erasmus Sartorius besuchte die Lateinschule in seiner Heimatstadt. Da er ein guter Sänger war, wurde er mit zehn Jahren Chorknabe an der Hofkapelle in Schloss Gottorf. Nach dem Besuch des Gymnasiums in Bordesholm, folgte das Studium der Theologie an der Universität Rostock wurde er zunächst Organist in Bordesholm, dann Kantor an der St. Marienkirche in Rostock.
1604 wurde er Vikar am Hamburger Mariendom. 1605 wurde er Kantor am Johanneum und Director Musices. Ab 1628 war er auch Kantor am Dom.
Im Jahr 1609 führte Sartorius die erste Passionsmusik mit Sängern in der Gertrudenkapelle auf und begründete damit eine Hamburger Tradition, die bis zu Christian Friedrich Gottlieb Schwencke zu Beginn des 19. Jahrhunderts anhielt.
Nach Sartorius ist eine Straße in Hamburg-Eimsbüttel benannt.

## Werke
- Institutionum Musicarum Tractatio Nova Et Brevis Duobus Libris. Hamburg 1635 (Musiklehrbuch für die Schule).